# Frasier
Frasier es una serie de televisión de comedia de situación estadounidense, emitida en NBC. Con once temporadas, fue emitido entre el 16 de septiembre de 1993 y el 13 de mayo de 2004. El programa fue creado y producido por David Angell, Peter Casey y David Lee (como Grub Street Productions), en asociación con Grammnet (2004) y Paramount Network Television.
Un spin-off de la serie Cheers, está basada en el personaje de Frasier Crane (Kelsey Grammer). Continúa la historia del psiquiatra, quien regresa a su ciudad natal, Seattle, como locutor de un programa de radio. Se reencuentra con su padre, Martin (John Mahoney), un policía retirado, y su hermano menor, Niles (David Hyde Pierce), un colega psiquiatra. En el elenco de la serie se incluyeron Peri Gilpin como la productora de Frasier, Roz Doyle, y Jane Leeves como Daphne Moon, la cuidadora interna de Martin.
Frasier fue aclamado por la crítica, y la serie y el elenco ganaron treinta y siete premios Primetime Emmy, un récord en ese momento para una serie con guion.También ganó el premio Primetime Emmy a la mejor serie de comedia durante cinco años consecutivos. Un spin-off reinicio se estrenó en Paramount+ el 12 de octubre de 2023. Aunque la acción se desarrolla en Seattle, Washington, solo un episodio fue grabado allí. El resto fue grabado en Stage 25, Estudios Paramount, en varios locales y alrededor de Los Ángeles.

## Argumento
El psiquiatra Dr. Frasier Crane vuelve a su ciudad natal, Seattle, Washington, tras su divorcio y dejando atrás su vida en Boston. Sus planes para su nueva vida de soltero se complican cuando se ve obligado a acoger a su padre, Martin, un detective retirado del departamento de policía de Seattle que no puede vivir solo tras recibir un disparo. Frasier, Martin, Daphne, la terapeuta que Frasier tiene que contratar para atender a su padre, y el perro de este, Eddie, acaban viviendo todos juntos. El hermano menor de Frasier, Niles, un eminente psiquiatra, visita frecuentemente su apartamento. Niles se encapricha primero y luego se enamora de Daphne, pero no le confiesa sus sentimientos hasta el último episodio de la séptima temporada, una trama que se extiende durante toda la serie.
Frasier presenta un popular programa en la cadena de radio KACL para todo el estado de Washington. Su productora, Roz Doyle, es completamente diferente a Frasier, pero con el tiempo se convierten en muy buenos amigos. Frasier y el resto de personajes visitan con frecuencia la cafetería Café Nervosa, escenario de muchas de sus aventuras.
Frasier y Niles, de gustos refinados, intelectuales y con muy buena opinión sobre sí mismos, chocan frecuentemente con su padre que, al contrario de ellos, es de la clase trabajadora, un tipo con los pies en la tierra. La relación entre Frasier y Niles es a menudo turbulenta; la intensa rivalidad entre hermanos da lugar con frecuencia a situaciones caóticas. Otros temas recurrentes son el fracaso del matrimonio de Niles con Maris, un personaje que nunca aparece, la búsqueda del amor por parte de Frasier y los muchísimos intentos de los dos hermanos para ser aceptados en la élite cultural de Seattle.
La familia Crane pertenece a Iglesia episcopal en los Estados Unidos (Comunión Anglicana).
Daphne Moon pertenece a la Iglesia Cristiana Católica.
Lilith Sternin (la mujer de Frasier Crane) pertenece a Religión Judía, (Unión Mundial para el Judaísmo Progresista).
Los demás personajes de la serie no deja claro a que religión pertenecen.

## Reparto

### Principales
- Kelsey Grammer: Dr. Frasier Crane
- Jane Leeves: Daphne Moon/Crane
- David Hyde Pierce: Dr. Niles Crane
- Peri Gilpin: Roz Doyle
- John Mahoney: Martin Crane
- Moose y Enzo: Eddie

### Personajes habituales
- Dan Butler: Bob "Bulldog" Briscoe
- Edward Hibbert: Gil Chesterton
- Bebe Neuwirth: Lilith Sternin
- Trevor Einhorn: Frederick Crane
- Tom McGowan: Kenny Daley
- Patrick Kerr: Noel Shempsky
- Harriet Sansom Harris: Bebe Glazer
- Marsha Mason: Sherry Dempsey
- Saul Rubinek: Donny Douglas
- Jane Adams: Mel Karnofsky
- Millicent Martin: Gertrude Moon
- Anthony LaPaglia: Simon Moon
- Brian Stokes Mitchell: Cam Winston

La esposa de Niles, Maris, es un personaje habitual que nunca se ha visto ni oído en la serie.

## Doblaje al español

### España
- Frasier Crane: Antonio Esquivias, Kelsey Grammer
- Niles Crane: José Padilla, David Hyde Pierce
- Daphne Moon: Eva Díez, Jane Leeves
- Roz Doyle: Olga Cano, Peri Gilpin
- Martin Crane: Antonio Fernández Sánchez, John Mahoney
- Bob "Bulldog" Briscoe: Abraham Aguilar, Dan Butler

### Hispanoamérica
- Frasier Crane: Gabriel Pingarrón
- Bulldog Briscoe: Héctor Lee

## Episodios

### Final de Frasier
El 13 de mayo de 2004, se emitió el final de Frasier. Fue visto por 25 millones de espectadores. Varias circunstancias llevaron a la decisión de terminar la serie:
- El alto coste, que ascendió a 75 millones de dólares la última temporada.
- La serie había igualado a Cheers en número de temporadas, un objetivo que Grammer tenía para la serie.
- El cambio de hora de la serie. Fue cambiado varias veces y tuvo que competir con series tan populares como American Idol y 24.

Estrellas invitadas en el final de la serie: Wendie Malick, Anthony LaPaglia, Robbie Coltrane, Richard E. Grant, Laura Linney, Jason Biggs y Jennifer Beals. El actor que retira el famoso sillón del padre de Frasier en el último episodio de la última temporada, es el mismo actor que trae dicho sillón en el primer episodio, once años antes.
El último episodio de la serie fue dedicado a David Angell, uno de los creadores de Frasier. Falleció junto con su esposa, Lynn Angell, en el Vuelo 11 de American Airlines, estrellado contra la torre norte del World Trade Center durante los atentados del 11 de septiembre de 2001. Además los dos últimos episodios fueron dedicados a todos los fallecidos en Atentados del 11 de septiembre de 2001.

## Producción

### Creación
Durante la octava temporada de Cheers, Grammer hizo un trato con los ex productores de Cheers David Angell, Peter Casey y David Lee (que iban a producir Wings) de que harían una nueva serie juntos una vez que Cheers terminara. Una vez que quedó claro durante la décima temporada que la undécima sería la última, el grupo comenzó a trabajar juntos en su próxima serie.
Grammer originalmente no quería continuar interpretando a Frasier Crane, y Angell, Casey y Lee no querían que se comparara el nuevo programa con Cheers, en el que habían trabajado antes de Wings. Los tres propusieron que el actor interpretara a un editor adinerado, parecido a Malcolm Forbes, parapléjico, que gestionaba su negocio desde su apartamento. El programa principal presentaba a una enfermera hispana residente en la calle que chocaría con el personaje principal. Si bien a Grammer le gustó el concepto, a Paramount Television no le gustó y sugirió que la mejor ruta sería hacer un spin-off del personaje de Frasier Crane. Grammer finalmente aceptó protagonizar un spin-off de Cheers, pero los productores establecieron el nuevo programa lo más lejos posible de Boston para evitar que NBC exigiera que otros personajes del antiguo programa hicieran apariciones especiales en el nuevo programa durante su primera emisión. Después de elegir Denver por primera vez, Angell, Casey y Lee cambiaron la ubicación a Seattle, después de que Colorado aprobara una ley que impedía a los municipios promulgar leyes contra la discriminación que protegieran a las personas homosexuales, lesbianas o bisexuales. 
Los creadores no querían a Frasier en la práctica privada, lo que haría que el programa se pareciera a The Bob Newhart Show. A partir de una idea no utilizada que tenían para un episodio de Cheers, concibieron el concepto del psiquiatra trabajando en una estación de radio rodeado de personajes "locos, pero adorables". Después de darse cuenta de que tal escenario recordaba a WKRP en Cincinnati, los creadores decidieron enfatizar la vida hogareña de Frasier, que Cheers rara vez había explorado. Lee consideró su propia experiencia con "la relación entre un padre anciano y el hijo adulto que nunca entendió" y pensó que sería un buen tema para Frasier. Aunque Frasier había mencionado en Cheers (en dos episodios) que su padre, un científico investigador, había muerto, Angell, Casey y Lee no se dieron cuenta de que ese era el caso, ya que no estaban trabajando en Cheers durante la temporada en que se filmaron esos episodios. El equipo creativo ya estaba en el proceso de desarrollo cuando Grammer señaló la discontinuidad; decidieron pasarlo por alto y reconfigurar inicialmente la historia de fondo del personaje. En un episodio de la segunda temporada, la discrepancia se resolvió cuando Frasier reveló que le había mentido a la pandilla Cheers sobre su padre. 
Un elemento del concepto original que se mantuvo fue el proveedor de atención médica residente para el padre de Frasier. Grammer señala que muy poco de Frasier Crane de Cheers se transfirió a Frasier, ya que su historia familiar cambió (aunque esto se ajustó más tarde); el escenario, su trabajo e incluso el personaje mismo cambiaron con respecto al predecesor de Cheers, teniendo que estar más arraigado como personaje central del programa para que los otros personajes secundarios pudieran ser más excéntricos.

### Casting
Martin Crane se basó en el padre del creador Casey, quien pasó 34 años en el Departamento de Policía de San Francisco. Los creadores sugirieron a NBC que les gustaría elegir a alguien como Mahoney, a lo que NBC les dijo que si podían conseguir a Mahoney, podrían contratarlo sin audiciones. Tanto Grammer como los productores se pusieron en contacto con Mahoney, y los productores volaron a Chicago para mostrarle a Mahoney el guion piloto durante la cena. Al leerlo, Mahoney aceptó. Grammer, que había perdido a su padre cuando era niño, y Mahoney, que no tenía hijos, inmediatamente construyeron una estrecha relación padre-hijo. 
Al hablar de la enfermera de Martin, Warren Littlefield de NBC sugirió que fuera inglesa en lugar de hispana, y sugirió a Leeves para el papel. Grammer inicialmente se mostró reacio, ya que pensó que el casting hacía que el programa se pareciera a Nanny and the Professor, pero aprobó a Leeves después de una reunión y lectura con ella. Mahoney y Leeves rápidamente se unieron gracias a su herencia inglesa compartida; Mahoney era originario de Mánchester, la ciudad natal del personaje de Leeves. 
El personaje de Niles no formaba parte del concepto original del programa. Frasier les había dicho a sus amigos del bar en Cheers que era hijo único; sin embargo, Sheila Guthrie, directora asistente de casting en Wings, les llevó a los productores una foto de Pierce (a quien conocía por su trabajo en The Powers That Be) y notó su parecido con Grammer cuando apareció por primera vez en Cheers. Ella lo recomendó si alguna vez querían que Frasier tuviera un hermano. Los creadores quedaron "impresionados" tanto por su parecido con Grammer como por su capacidad de actuación. Decidieron ignorar la declaración de Frasier sobre Cheers y crearon el papel para Pierce. Pierce aceptó el papel antes de darse cuenta de que no había leído el guion. Una vez que le dieron un guion, inicialmente le preocupó que su personaje fuera esencialmente un duplicado de Frasier, pensando que no funcionaría. La primera lectura de mesa del guion piloto fue notable porque los productores nunca habían escuchado a Pierce ni a Mahoney leer líneas, ya que fueron elegidos sin audiciones. 
El único papel principal que requirió una audición fue Roz Doyle, quien fue nombrado en memoria de un productor de Wings . Los productores audicionaron alrededor de 300 actrices, sin ninguna dirección particular en mente. Se consideraron mujeres de todas las etnias. Lisa Kudrow fue elegida originalmente para el papel, pero durante los ensayos, los productores decidieron que necesitaban a alguien que pudiera parecer más asertivo en su trabajo y tomar el control de Frasier en KACL, y Kudrow no encajaba en ese papel. Los creadores rápidamente contrataron a Gilpin, su segunda opción. 
El enfoque original de la serie estaba destinado a ser la relación entre Frasier y Martin, y fue el enfoque de la mayoría de los episodios de la primera temporada. Una vez que el programa comenzó a transmitirse, Niles se convirtió en un personaje destacado y se agregó más atención a la relación de los hermanos y a otras tramas centradas en Niles, a partir de la segunda temporada. Los productores inicialmente no querían hacer de Maris, la esposa de Niles, un personaje invisible porque no querían establecer paralelismos con Vera, la esposa de Norm en Cheers. Originalmente tenían la intención de que apareciera después de varios episodios, pero disfrutaban tanto escribiendo excusas por su ausencia que finalmente decidieron que permanecería invisible, y después de las características cada vez más excéntricas que se le atribuían, llegaron a la conclusión de que ninguna actriz real sería capaz de aparecer y retratarla de todos modos.

### Rodaje
El elenco tuvo una libertad inusual para sugerir cambios en el guion. Grammer utilizó un método de actuación que llamó "falta de respeto requerida" y no ensayó con los demás, sino que aprendió y ensayó sus líneas una vez justo antes de filmar cada escena frente a una audiencia de estudio en vivo. Aunque eficaz, el sistema a menudo causaba pánico entre las estrellas invitadas. 
En 1996, el alcoholismo recurrente de Grammer le provocó un accidente automovilístico. El elenco y el equipo realizaron una intervención que lo persuadió a ingresar al Centro Betty Ford, retrasando la producción por un mes. 
Sólo un episodio, "The 1000th Show", se filmó en Seattle. Al igual que con Cheers, la mayoría de los episodios se filmaron en el escenario 25, Paramount Studios, o en varios lugares de Los Ángeles y sus alrededores.

## Relación conCheers
Con la excepción de Rebecca Howe (Kirstie Alley), todos los miembros principales supervivientes del reparto regular de Cheers hicieron apariciones en Frasier. Lilith Sternin (Bebe Neuwirth) fue la única que se convirtió en un personaje recurrente, apareciendo en un total de doce episodios.
En el episodio de Cheers de la octava temporada, "Two Girls for Every Boyd", Frasier le dice a Sam Malone (interpretado por Ted Danson) que su padre, un investigador científico, había muerto. En el episodio de la segunda temporada de Frasier, "El programa donde aparece Sam", cuando Sam conoce a Martin, Frasier explica que en ese momento estaba enojado después de una discusión con su padre por teléfono; sin embargo, en "El programa donde aparece Woody", cuando conoció a Martin, Woody dice que recuerda haber oído hablar de él. 
En el episodio de la novena temporada de Frasier, "Cheerful Goodbyes" en 2002, Frasier regresa a Boston para dar un discurso y Niles, Daphne y Martin vienen a ver la ciudad. Frasier se encuentra con Cliff Clavin (interpretado por John Ratzenberger) en el aeropuerto y se entera de que Cliff se jubilará y se mudará a Florida. Frasier y compañía asisten a la fiesta de jubilación de Cliff, donde Frasier se reúne con el resto de la pandilla de Cheers (menos Sam, Woody, Diane y Rebecca), incluido el habitual del bar Norm Peterson (interpretado por George Wendt), la camarera Carla Tortelli (interpretada por Rhea Perlman), los barflies Paul Krapence (interpretado por Paul Willson) y Phil (interpretado por Philip Perlman), y el antiguo enemigo de Cliff en la oficina de correos, Walt Twitchell (interpretado por Raye Birk). 
En el episodio de la undécima temporada de Frasier, "Caught in the Act", la exesposa casada de Frasier, la animadora infantil Nanny G, llega a la ciudad y lo invita a una cita detrás del escenario. Nanny G apareció en el episodio de Cheers "One Hugs, The Other Doesn't" (1992) y fue interpretada por Emma Thompson. En este episodio de Frasier, ella es interpretada por Laurie Metcalf. Una versión más joven del personaje (esta vez interpretada por Dina Waters) aparece en el segundo episodio de la temporada 9 de Frasier, "Don Juan en el infierno: Parte 2", junto con Neuwirth y Shelley Long retomando sus papeles de Lilith y Diane Chambers, respectivamente. En este episodio, Rita Wilson también retoma su papel de la madre de Frasier, Hester, que debutó brevemente en el estreno de la temporada 7, "Momma Mia"; En "Don Juan in Hell: Part 2", Diane también hace referencia al episodio de la temporada 3 de Cheers, "Diane Meets Mom", en el que Hester (entonces interpretada por Nancy Marchand ) amenaza la vida de Diane. Diane (nuevamente interpretada por Long) desempeña un papel central en "The Show Where Diane Comes Back" (temporada 3, episodio 14) y tuvo un breve cameo en el episodio de la temporada 2 "Adventures in Paradise: Part 2".

## Recepción

### Respuesta crítica
Frasier es una de las series de comedia más aclamadas por la crítica de todos los tiempos y una de las series derivadas de mayor éxito en la historia de la televisión. Los críticos y comentaristas han tenido en general alta estima por el programa. 
Caroline Frost dijo que la serie en general mostró un alto nivel de ingenio, pero señaló que muchos críticos sintieron que el matrimonio de Daphne y Niles en la décima temporada había eliminado gran parte de la tensión cómica del programa. Ken Tucker sintió que su matrimonio hacía que la serie pareciera desesperada por historias, mientras que Robert Bianco sintió que era sintomático de un programa que había comenzado a perder calidad después de tanto tiempo en el aire. Kelsey Grammer reconoció la pausa creativa y dijo que en el transcurso de dos temporadas posteriores, el programa "se tomó a sí mismo demasiado en serio". Los comentaristas reconocieron que hubo una mejora tras el regreso de los escritores Christopher Lloyd y Joe Keenan, aunque no necesariamente a sus altos estándares anteriores. 
Al escribir sobre la primera temporada, John O'Connor describió a Frasier como un concepto relativamente poco original, pero dijo que en general fue un "acto espléndido", mientras que Tucker pensó que la segunda temporada se benefició enormemente de una mezcla de "humor alto y bajo". El comentario de Tucker se refiere a lo que Grammer describió como una regla de la serie de que el programa no debe restar importancia a su audiencia. Kevin Cherry cree que Frasier pudo mantenerse fresco al no hacer ningún comentario contemporáneo, lo que permitió que el programa fuera política y socialmente neutral.
A pesar de las críticas de las últimas temporadas, estos críticos fueron unánimes al elogiar al menos las primeras temporadas, con comentarios variados sobre la desaparición de la serie que iban desde creer, como Bianco, que el programa había seguido su curso hasta aquellos como Dana Stevens, quien lamentó el final de Frasier como el "fin de la comedia de situación para adultos". Los críticos compararon los elementos ridículos de la serie, especialmente en temporadas posteriores, con la comedia más antigua Three's Company.  El colaborador de NBC News, Wendell Wittler, describió los momentos de malentendido como "inspirados en la comedia clásica de modales, al igual que las frecuentes deflaciones de la pomposidad de Frasier". 
En 2017, 13 años después de que terminara el programa, se dijo que Frasier experimentó un "renacimiento" en Netflix y "logró una segunda vida como una de las ofertas más relajantes del servicio de transmisión". 

### Premios
La serie ganó 37 Emmys durante sus 11 años de emisión, rompiendo el récord de The Mary Tyler Moore Show (1970–1977), ganadora de 29 Emmys. Kelsey Grammer y David Hyde Pierce ganaron en 2004, habiendo logrado en total 4 Emmys. También, desde 2004 tiene el récord de ganar 5 veces consecutivas el Emmy a la Mejor Serie de Comedia. En 2014, la serie Modern Family igualaría esta cifra.

#### Emmys
- Serie de Comedia (1994–1998)
- Actor en Serie de Comedia – Kelsey Grammer (1994, 1995, 1998 2004)
- Actor de reparto en Serie de Comedia – David Hyde Pierce (1995, 1998, 1999, 2004)

- Actriz Invitada en Serie de Comedia
  - Jean Smart (2001)
  - Laura Linney (2004)

- Actor Invitado en Serie de Comedia
  - Derek Jacobi (2001)
  - Anthony LaPaglia (2004)

- Dirección en Serie de Comedia
  - James Burrows (1994)
  - David Lee (1995, 1997)

- Guion en Serie de Comedia
  - David Angell, Peter Casey, David Lee por "The Good Son" (1994)
  - Anne Flett-Giordano & Chuck Ranberg por "An Affair To Forget" (1995)
  - Joe Keenan, Christopher Lloyd, Rob Greenberg, Jack Burditt, Chuck Ranberg, Anne Flett-Giordano, Linda Morris, Vic Rauseo por "MoonDance"´(1996)
  - Jay Kogen por "Merry Christmas, Mrs. Moskowitz" (1999)

### Récords
- Grammer interpretó al Doctor Frasier durante veinte años, que igualaron la representación de James Arness de Marshall Dillon en Gunsmoke en términos del tiempo de personaje en la televisión de horas de mayor audiencia. Este récord ha sido superado por el actor Dan Castellaneta, quien lleva 35 años ininterrumpidos interpretando el personaje de Homer Simpson y sigue interpretando dicho personaje en la actualidad.
- Grammer fue brevemente la estrella de televisión mejor pagada de la historia, alcanzando un sueldo de 1.6 millones de dólares por episodio; su registro fue sobrepasado después de un año.

## Reinicio
El 24 de febrero de 2021, se dio luz verde a una serie de reactivación para su debut exclusivo en Paramount+. La serie se estrenó el 12 de octubre de 2023. Descrito como un «tercer acto» y otro spin-off, Grammer dijo que «alegremente» anticipaba «compartir el próximo capítulo en el viaje continuo del Dr. Frasier Crane», ya que habían «pasado más de 20 años» de su «vida creativa en el lote de Paramount». En octubre de 2022, Paramount+ le dio oficialmente a la serie un orden de temporada de diez episodios. En enero de 2023, Jack Cutmore-Scott se unió al elenco como Freddy Crane. También se informó que el actor inglés Nicholas Lyndhurst se uniría al elenco. Anders Keith y Jess Salgueiro fueron elegidos más tarde como el hijo de Niles y Daphne y el compañero de cuarto de Freddy, respectivamente. En febrero, Toks Olagundoye fue elegida como Olivia.